# Chrysolina bankii
Chrysolina bankii es un escarabajo de la familia Chrysomelidae. Fue descrita por Fabricius en 1775. Es nativa del oeste de Europa y el Mediterráneo. Ha sido encontrada (años 2000) en California, Estados Unidos. Se alimenta de una variedad de plantas de la familia Lamiaceae.
Los adultos de la especie miden entre 8.0 y 10.7 mm de longitud. Tienen un color bronce metálico, con patas de color terracota.